# 大変
| ウィキペディアには「大変」という見出しの百科事典記事はありません（タイトルに「大変」を含むページの一覧/「大変」で始まるページの一覧）。 代わりにウィクショナリーのページ「大変」が役に立つかもしれません。 |